# كوبا بيرو 2009
كوبا بيرو 2009 (بالإسبانية: Copa Perú 2009) هو الموسم 37 من كوبا بيرو ‏. فاز فيه León de Huánuco ‏.